# Danny Couto
Daniel Couto, conosciuto maggiormente col soprannome Danny Couto (...), è un batterista statunitense ex membro della band nu metal Ill Niño.
È entrato nella band nel 2003 e vi è rimasto fino al 2013, pubblicando in totale cinque album e una raccolta.

## Discografia
- Confession - 2003
- One Nation Underground - 2005
- The Best of Ill Niño - 2006
- Enigma - 2008
- Dead New World - 2010
- Epidemia - 2012